# Provincia Nong Khai
Nong Khai (în thailandeză หนองคาย) este o provincie (changwat) din Thailanda. Situată în regiunea de Nord-Est, provincia Nong Khai are în componența sa 17 districte (amphoe), 115 de sub-districte (tambon) și 0 de sate (muban). 
Cu o populație de 905.006 de locuitori și o suprafață totală de 7.332,3 km2, Nong Khai este a 25-a provincie din Thailanda ca mărime după numărul populației și a 27-a după mărimea suprafeței.